# Неклинівський район
Неклинівський райо́н (рос. Неклиновский район) — район у західній частині Ростовської області Російської Федерації. Адміністративний центр — село Покровське.

## Географія

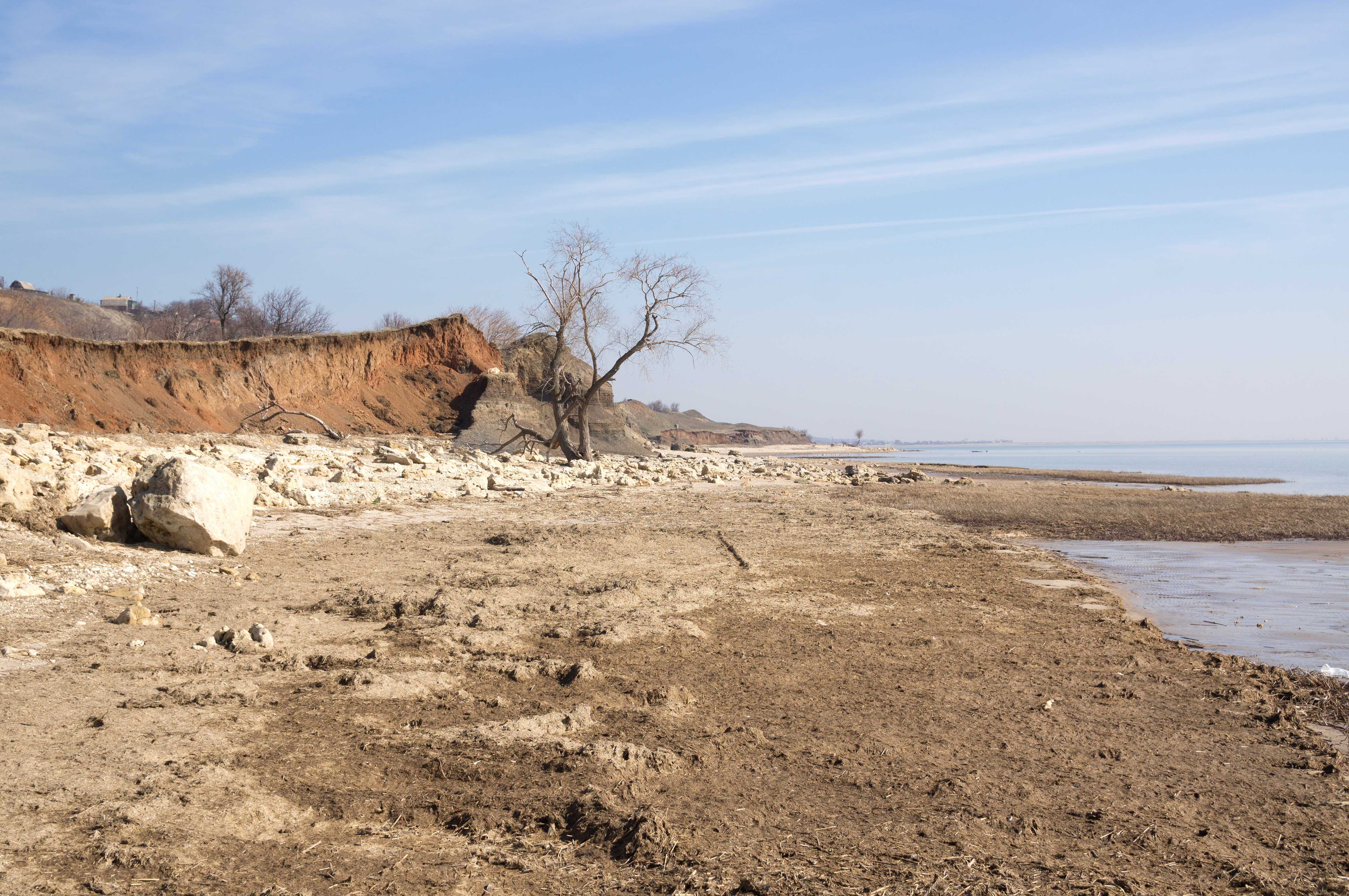
Берега Азовського моря, Таганрозька затока

Район розташований у крайній західній частині області на берегах Азовського моря. До складу району входить Таганрозький півострів. На півночі межує із Матвієво-Курганським районом, на північному сході — із Родіоново-Несветайським, на південному сході — із Азовським та М'ясниковським районами, на заході — із Донецькою областю України.

## Історія
Неклинівський район був утворений 1936 року шляхом відокремлення від Матвієво-Курганського району. У листопад 1953 року приєднано територію ліквідованого Великокріпинського, у квітні 1962 року — територію ліквідованого Таганрозького району. У період 1963–1965 років до складу входила територія М'ясниковського району.

## Населення
Населення району становить 85640 осіб (2013; 84915 в 2010).

## Адміністративний поділ
Район адміністративно поділяється на 18 сільських поселень, які об'єднують 126 сільських населених пунктів:
| Поселення                                 | Площа, км² | Населення, осіб (2010) | Центр                | Населені пункти |
| ----------------------------------------- | ---------- | ---------------------- | -------------------- | --------------- |
| Андрієво-Мелентьєвське сільське поселення | -          | 3139                   | Андрієво-Мелентьєво  | 12              |
| Варенівське сільське поселення            | -          | 4977                   | Варенівка            | 2               |
| Васильєво-Ханжоновське сільське поселення | -          | 1758                   | Васильєво-Ханжоновка | 8               |
| Великонеклинівське сільське поселення     | -          | 2793                   | Велика Неклинівка    | 12              |
| Лакедемонівське сільське поселення        | -          | 4174                   | Лакедемонівка        | 6               |
| Наталівське сільське поселення            | -          | 2670                   | Наталівка            | 4               |
| Миколаєвське сільське поселення           | -          | 7194                   | Миколаєвка           | 2               |
| Новобезсергенівське сільське поселення    | -          | 9412                   | Новобезсергенівка    | 11              |
| Носовське сільське поселення              | -          | 2005                   | Носово               | 6               |
| Платовське сільське поселення             | -          | 3023                   | Весело-Вознесенка    | 3               |
| Покровське сільське поселення             | -          | 12369                  | Покровське           | 2               |
| Поляковське сільське поселення            | -          | 7225                   | Красний Десант       | 10              |
| Приморське сільське поселення             | -          | 5197                   | Приморка             | 3               |
| Самбецьке сільське поселення              | -          | 3108                   | Самбек               | 4               |
| Синявське сільське поселення              | -          | 5953                   | Синявське            | 6               |
| Совєтинське сільське поселення            | -          | 2199                   | Совєтка              | 11              |
| Троїцьке сільське поселення               | -          | 3850                   | Троїцьке             | 5               |
| Федоровське сільське поселення            | -          | 3869                   | Федорівка            | 15              |

### Найбільші населені пункти
| №  | Населений пункт      | Населення, осіб (2010) | Сільське поселення     |
| -- | -------------------- | ---------------------- | ---------------------- |
| 1  | Покровське           | 12369                  | Покровське             |
| 2  | Миколаївка           | 6403                   | Миколаївське           |
| 3  | Синявське            | 3834                   | Синявське              |
| 4  | Приморка             | 3781                   | Приморське             |
| 5  | Новобезсергенівка    | 3585                   | Новобезсергенівське    |
| 6  | Троїцьке             | 3338                   | Троїцьке               |
| 7  | Варенівка            | 3148                   | Варенівське            |
| 8  | Самбек               | 2307                   | Самбецьке              |
| 9  | Федорівка            | 2226                   | Федоровське            |
| 10 | Петрушино            | 2069                   | Новобезсергенівське    |
| 11 | Весело-Вознесенка    | 2000                   | Платовське             |
| 12 | Безсергенівка        | 1829                   | Варенівське            |
| 13 | Біглиця              | 1705                   | Лакедемонівське        |
| 14 | Наталівка            | 1575                   | Наталівське            |
| 15 | Лакедемонівка        | 1441                   | Лакедемонівське        |
| 16 | Золота Коса          | 1127                   | Поляковське            |
| 17 | Красний Десант       | 1020                   | Поляковське            |
| 18 | Велика Неклинівка    | 1012                   | Великонеклинівське     |
| 19 | Єфремовка            | 993                    | Федоровське            |
| 20 | Морський Чулек       | 964                    | Синявське              |
| 21 | Веселий              | 962                    | Поляковське            |
| 22 | Александрова Коса    | 926                    | Новобезсергенєвське    |
| 23 | Боцманово            | 918                    | Поляковське            |
| 24 | Новоприморський      | 908                    | Приморське             |
| 25 | Совєтка              | 899                    | Совєтинське            |
| 26 | Руський Колодязь     | 884                    | Поляковське            |
| 27 | Мержаново            | 843                    | Синявське              |
| 28 | Гаєвка               | 791                    | Миколаївське           |
| 29 | Носово               | 731                    | Носовське              |
| 30 | Дмитріадовка         | 728                    | Новобезсергенівське    |
| 31 | Приазовський         | 718                    | Платовське             |
| 32 | Отрадне              | 703                    | Великонеклинівське     |
| 33 | Рожок                | 703                    | Наталівське            |
| 34 | Андрієво-Мелентьєво  | 683                    | Андрієво-Мелентьєвське |
| 35 | Новозолотовка        | 627                    | Новобезсергенівське    |
| 36 | Курлацький           | 626                    | Самбецьке              |
| 37 | Руська Слободка      | 591                    | Поляковське            |
| 38 | Марьєвка             | 547                    | Андрієво-Мелентьєвське |
| 39 | Васильєво-Ханжоновка | 541                    | Васильєво-Ханжоновське |
| 40 | Новолакедемоновка    | 514                    | Поляковське            |
| 41 | Долоковка            | 508                    | Поляковське            |
| 42 | Морська              | 508                    | Приморське             |

## Економіка
У районі розвинене сільське господарство, а саме вирощування зернових, технічних культур та тваринництво, набуло розвитку і рибництво. На основі сільськогосподарської продукції розвиненим є також переробний сектор промисловості. Саме на харчову промисловість припадає 94% всього обсягу промисловості. У районі розвинений також туризм на берегах Азовського моря.

## Відомі уродженці
- Мальованна Лариса Іванівна (нар. 1939 р., с. Федоровка) — радянська і російська акторка театру і кіно, театральна режисерка, викладачка, літераторка, сценаристка. Народна артистка РРФСР (1985).